# 褚应璜

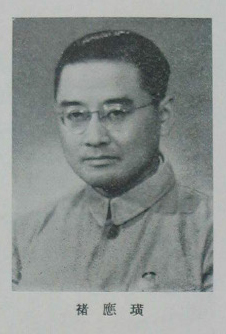

褚应璜（1908年3月16日—1985年4月21日），浙江嘉兴人，电机工程专家，中国科学院院士。

## 生平
褚应璜于1931年毕业于交通大学电力系，后留校担任助教。1933年起在钟兆琳教授介绍下前往上海华成电器厂工作。1936年任国民政府资源委员会中央电工器材公司电机厂电机组组长。1942年在资源委员会派遣下前往美国西屋电气公司工程师学过修。1945年起任资源委员会驻西屋电气公司技术代表。1948年回国后曾任湘潭电机厂设计委员会委员。
中华人民共和国成立后，历任上海军管会重工业处生产组副组长、华东工业部电器工业管理局总工程师、副局长，第一机械工业部电器工业管理局总工程师等职。1955年当选中国科学院技术科学部学部委员（院士）。1958年起任第一机械工业部技术司副司长。1980年退休后继续任技术司顾问。
他还是中国人民政治协商会议第一届全体会议代表，第一至三届全国人大代表，第五、六届全国政协委员。
1985年4月21日在北京逝世，享年77岁。